# Everything Sucks!
Everything Sucks! je americký komediální televizní seriál od Bena York Jonese a Michaela Mohana. Netflix objednal deset 30minutových dílů, přičemž seriál byl zveřejněn 16. února 2018.
Dne 6. dubna 2018 bylo Netflixem oznámeno zrušení seriálu po první řadě.

## Synopse
Příběh se odehrává v Boringu v Oregonu roku 1996 a zaměřuje se na partu teenagerů, kteří navštěvují fiktivní školu Boring High School. Chtějí společně natočit film, avšak postupem času se musí vypořádat s problémy, jako je randění a sexualita.

## Obsazení

### Hlavní role
- Jahi Di'Allo Winston jako Luke O’Neil[1]
- Peyton Kennedy jako Kate Messner[1]
- Patch Darragh jako Ken Messner[1]
- Claudine Mboligikpelani Nako jako Sherry O'Neil[1]
- Rio Mangini jako McQuaid[1]
- Quinn Liebling jako Tyler Bowen[1]
- Sydney Sweeney jako Emaline Addario[1]
- Elijah Stevenson jako Oliver Schermerhorn[1]

### Vedlejší role
- Abi Brittle jako Leslie[1]
- Jalon Howard jako Cedric[1]
- Connor Muhl jako Scott Pocket
- Nicole McCullough jako Jessica Betts
- Ben York Jones jako Mr. Stargrove
- Zachary Ray Sherman jako Leroy O'Neil

## Seznam dílů
| Č. v seriálu | Původní název                               | Režie          | Scénář                         | Premiéra v USA |
| ------------ | ------------------------------------------- | -------------- | ------------------------------ | -------------- |
| 1            | Plutonium                                   | Michael Mohan  | Ben York Jones a Michael Mohan | 16. února 2018 |
| 2            | Maybe You’re Gonna Be the One That Saves Me | Michael Mohan  | Ben York Jones a Michael Mohan | 16. února 2018 |
| 3            | All That and a Bag of Chips                 | Michael Mohan  | Noelle Valdivia                | 16. února 2018 |
| 4            | Romeo & Juliet in Space                     | Michael Mohan  | Hayley Tyler                   | 16. února 2018 |
| 5            | What the Hell’s a Zarginda                  | Ry Russo-Young | Ben York Jones a Michael Mohan | 16. února 2018 |
| 6            | Sometimes I Hear My Voice                   | Ry Russo-Young | Ben York Jones                 | 16. února 2018 |
| 7            | Cheesecake to a Fat Man                     | Ry Russo-Young | Sean Cummings                  | 16. února 2018 |
| 8            | I Just Wanna Be Anybody                     | Michael Mohan  | Hayley Tyler                   | 16. února 2018 |
| 9            | My Friends Have Been Eaten by Spiders       | Michael Mohan  | Noelle Valdivia                | 16. února 2018 |
| 10           | We Were Merely Freshmen                     | Michael Mohan  | Ben York Jones a Michael Mohan | 16. února 2018 |